# Team Vorarlberg/Saison 2013
Dieser Artikel listet Erfolge und Fahrer des Radsportteams Vorarlberg in der Saison 2013 auf.

## Erfolge in der UCI Europe Tour
| Datum    | Rennen                                                 | Kat. | Fahrer            |
| -------- | ------------------------------------------------------ | ---- | ----------------- |
| 9. Mai   | Österreichische Meisterschaft – Einzelzeitfahren (U23) | CN   | Andreas Hofer     |
| 14. Juni | 1. Etappe Oberösterreichrundfahrt                      | 2.2  | Florian Bissinger |

## Abgänge – Zugänge
| Zugänge            | Team 2012                        | Abgänge             | Team 2013             |
| ------------------ | -------------------------------- | ------------------- | --------------------- |
| Maarten de Jonge   | Raiko Stölting                   | Robert Vrečer       | Euskaltel Euskadi     |
| Remco Broers       | Differdange-Magic-SportFood.de   | Claudio Imhof       | Atlas Personal-Jakroo |
| Christoph Springer | Team Specialized Concept Store   | Patrick Konrad      | Etixx-iHNed           |
| Daniel Biedermann  | Tirol Cycling Team               | Josef Benetseder    | WSA                   |
| Luboš Pelánek      | Farnese Vini-Neri Sottoli (2011) | Florian Gaugl       | Team Marchiol         |
| Boštjan Rezman     | Hemus-Troyan                     | Guillaume Bourgeois | Unbekannt             |
| Diego Ares         | Neoprofi                         | Remo Schuler        | Unbekannt             |
| Patrick Jäger      | Neoprofi                         | René Weissinger     | Unbekannt             |

## Mannschaft

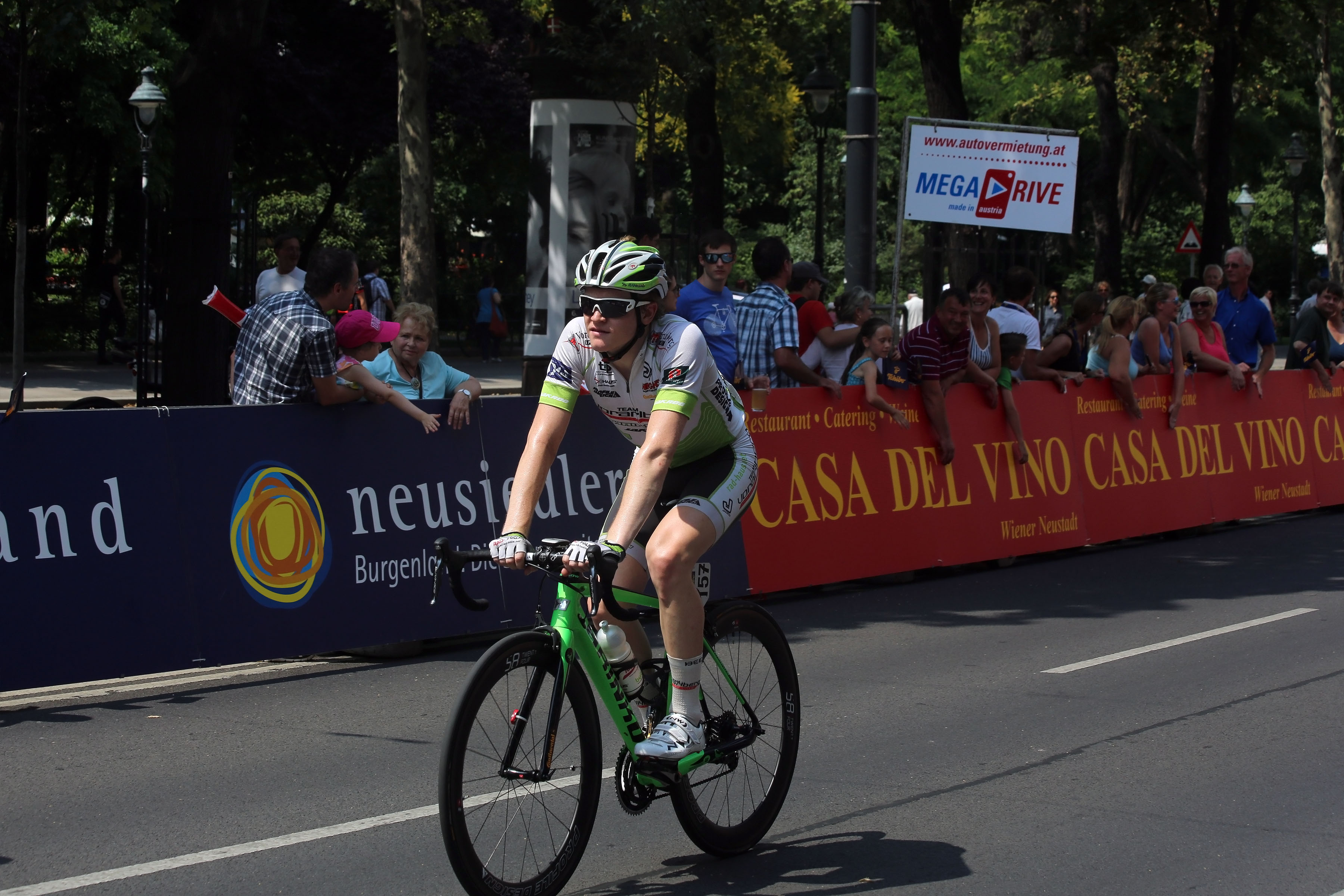
Dominik Hrinkow (Österreich-Rundfahrt 2013)

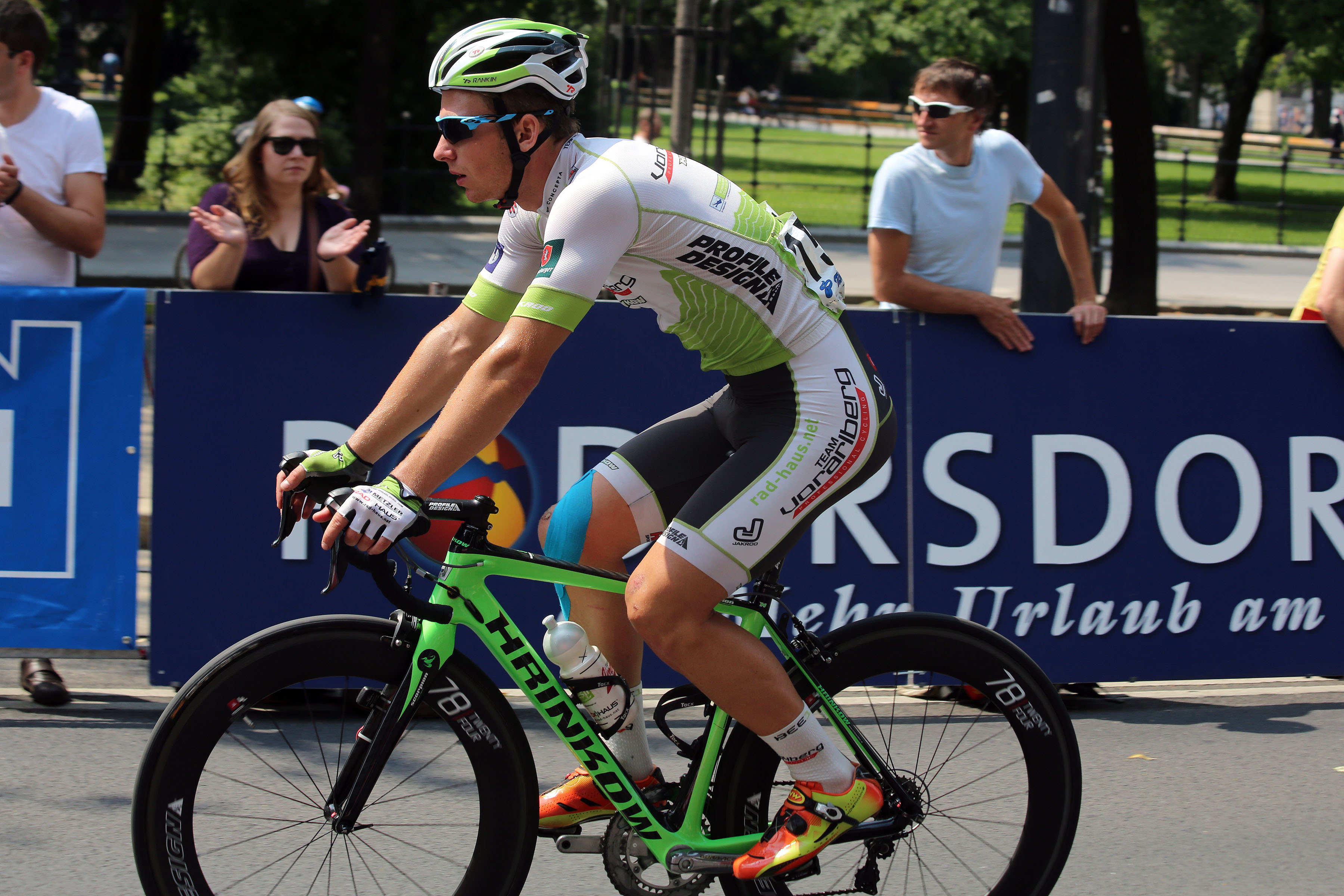
Daniel Biedermann (Österreich-Rundfahrt 2013)

| Name               | Geburtstag         | Nationalität  |
| ------------------ | ------------------ | ------------- |
| Diego Ares         | 29. September 1986 | Brasilien     |
| Daniel Biedermann  | 24. März 1993      | Österreich    |
| Florian Bissinger  | 30. Januar 1988    | Deutschland   |
| Dominik Brändle    | 1. November 1989   | Österreich    |
| Remco Broers       | 15. Mai 1988       | Niederlande   |
| Andreas Hofer      | 8. Februar 1991    | Österreich    |
| Dominik Hrinkow    | 4. August 1988     | Österreich    |
| Patrick Jäger      | 3. Februar 1994    | Österreich    |
| Tobias Jenny       | 12. Oktober 1987   | Österreich    |
| Maarten de Jonge   | 9. März 1985       | Niederlande   |
| Luboš Pelánek      | 29. Juli 1981      | Tschechien    |
| Boštjan Rezman     | 12. Dezember 1980  | Slowenien     |
| Daniel Rinner      | 11. November 1990  | Liechtenstein |
| Christoph Springer | 30. Oktober 1985   | Deutschland   |
| Dennis Wauch       | 7. Januar 1993     | Österreich    |